# Renea paillona
Renea paillona é uma espécie de gastrópode da família Aciculidae.
É endémica de França.